# Johann II. (Kleve-Mark)

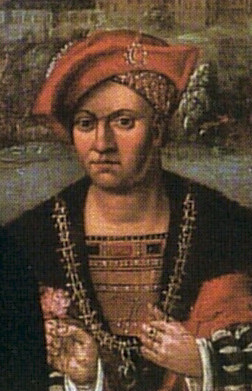
Johann II. von Kleve, Darstellung aus dem 17. Jahrhundert

Johann II. (* 13. April 1458; † 15. März 1521) war von 1481 bis 1521 Herzog von Kleve und Graf von der Mark.

## Leben

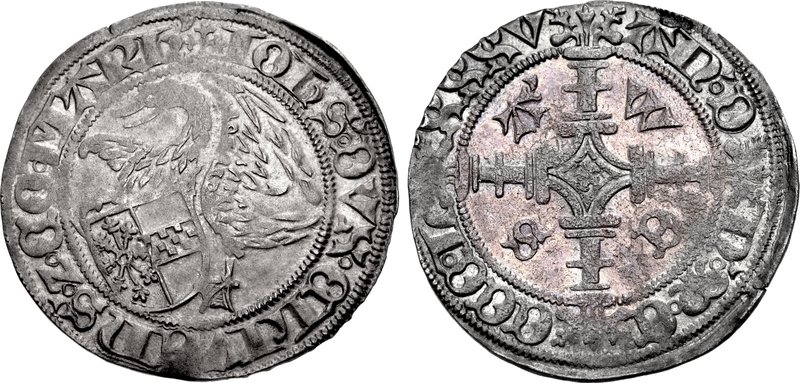
Schwanenstüber Johanns II. von 1485. Prägung vor seiner Machteinschränkung.

Johann war der älteste Sohn des Herzogs Johann I. von Kleve (1419–1481) und dessen Ehefrau Elisabeth von Burgund (1439–1483). Wie sein Vater wurde er am burgundischen Hof erzogen. Am 3. November 1489 heiratete er Mechthild von Hessen (* 1. Juli 1473; † 19. Februar 1505), Tochter des Landgrafen Heinrich III. von Hessen und der Anna von Katzenelnbogen, Erbin des Grafen Philipp I. von Katzenelnbogen. Er nannte sich daher auch „Johann von Kleve, Graf von der Macke und Katzenellenbogen“. Wegen seiner angeblich 63 unehelichen Kinder trägt Johann II. den Beinamen „der Kindermacher“.
Johann wuchs wie sein Vater am Hof von Burgund auf. Er begleitete in dieser Zeit Karl den Kühnen bei dessen Kriegszügen. Obwohl sein Vater ihn kurz vor seinem Tod gewarnt hatte, sich gegen Burgund zu wenden, wandte sich Johann  mit den Städten Utrecht und Amersfoort gegen den Bischof von Utrecht David von Burgund. Dabei unterstützte er seinen Bruder Engelbert, der sich als Administrator des Hochstifts Utrecht betrachtete. Gleichzeitig stellte er sich im Haken-und-Kabeljau-Krieg gegen Maximilian von Habsburg, der das Erbe Burgunds beanspruchte, auf Seiten der Fraktion der Hoeks.
Es gelang den Verbündeten, Bischof David gefangen zu nehmen und weite Teile des Hochstifts Utrecht zu besetzen. Maximilian führte allerdings einen erfolgreichen Gegenangriff durch und nahm Engelbert gefangen. Johann musste Verhandlungen aufnehmen. Es kam 1483 zunächst zu einem Waffenstillstand und kurze Zeit später zu einem Friedensvertrag. Danach hatte Johann unter anderen die Städte Arnheim und Wageningen an Maximilian abzutreten. Außerdem musste er sich Maximilian mit 600 Mann für einen Monat zur Verfügung stellen. Damit endete der Versuch, sich von Burgund zu lösen, mit einer noch stärkeren Abhängigkeit.
Die Situation Johanns wurde durch die katastrophale Finanzsituation seines Landes und den Widerstand der Landstände, die sich gegen ihn wandten, noch erschwert. Die Städte des Herzogtums Kleve schlossen sich 1489 zu einem Bündnis zum Schutz ihrer Rechte und Privilegien zusammen. Allerdings gelang es diesen nicht, Johann daran zu hindern, neue militärische Aktionen zu beginnen. Dieser unterstützte vereinbarungsgemäß Maximilian in dessen Kampf gegen Karl von Egmond. Außerdem versuchte er nach dem Tod des Bischofs David 1496 für einen seiner Brüder den Bischofsstuhl zu gewinnen. Beide Auseinandersetzungen endeten für Johann ohne Sieg.
Dies verstärkte den Widerstand der Landstände des Herzogtums Kleve und der Grafschaft Mark. Dieser steigerte sich bis zum offenen Aufstand und Steuerverweigerung. Dazu trug nicht zuletzt bei, dass Johann einige seiner Günstlinge und seine zahlreichen unehelichen Kinder mit Geld und Besitzungen versorgte.
Als einziger politischer Erfolg Johanns II. wird die Eheverbindung seines Sohnes Johann mit Maria, der Tochter des letzten Herzogs von Jülich-Berg, Wilhelm, betrachtet, die als Klever Union zur Vereinigung der Herzogtümer Jülich-Kleve-Berg führte.
Allerdings trat Herzog Wilhelm von Jülich-Berg im Kampf Johanns mit seinen Ständen auf die Seite der Stände und kritisierte offen die schlechte Herrschaft Johanns. Am 8. März 1501 sah sich Johann zum Abschluss eines Vertrags mit den Ständen gezwungen. Entsprechend diesem Vertrag wurde ein Ständerat aus zwölf Räten gebildet. Acht der Räte stellte die Klever und die restlichen vier kamen aus der Mark. Nur wenn mindestens sechs dieser Räte zustimmten, konnte der Herzog zukünftig noch Anordnungen für das Herzogtum erlassen. Diese Begrenzung der Macht wurde durch weitere Verträge vom 27. Januar und 4. März 1510 noch verstärkt. Der Vertrag von Januar übertrug die Einschränkungen auch auf die zukünftige Union mit Jülich-Berg. Der Vertrag vom März betraf auch das Lehens- und Erbschaftsrecht in Kleve-Mark. Damit war eine ständige Kontrolle seiner Regierung durch die Stände erreicht. Ohne deren Zustimmung konnte Johann fortan keine nennenswerten Entscheidungen treffen. Auch die Finanzen unterlagen völlig der Kontrolle der Stände. In der Folge versuchte der Herzog vergeblich, sich der Mitregierung der Stände zu entziehen. Diese schlossen sich stattdessen noch enger zusammen. Seit 1510 bestand eine dauerhafte Einigung der Stände von Kleve und der Mark. Gleichzeitig machten sie die Erhebung der Steuern von ihrer Einwilligung abhängig.